# کارکس آرچری
کارکس آرچری (نام علمی: Carex archeri) نام یک گونه از سرده جگن است.